# Gustaf Borin
Anders Gustaf Borin, född 1872, död 1941, var en svensk skeppsredare.
Borin blev efter studier vid Göteborgs handelsinstitut och Göteborgs högskola samt flera års praktik i Paris och Helsingfors 1908 kontorschef vid Svenska ostasiatiska kompaniet i Göteborg. 1917 vice VD och 1925 VD där. Under Borins ledning genomgick rederiet en storartad utveckling med stark ökning av motorförfarytgbeståndet, och hans fartyg spelade en viktig roll vid Sveriges försörjning i samband med andra världskriget.